# U-428
Unterseeboot 428 foi um submarino alemão do Tipo VIIC, pertencente a Kriegsmarine que atuou durante a Segunda Guerra Mundial.
O U-428 esteve em operação entre os anos de 1943 e 1945, não realizando nenhuma patrulha neste período.
Foi renomeado para S 1, sendo enviado para a Itália. Retornou para a Kiregsmarine como U-428 após a rendição italiana. Foram abertos buracos em seu casco para afundar  no dia 3 de maio de 1945.

## Comandantes
| Comandante                 | Data                                      |
| -------------------------- | ----------------------------------------- |
| Oblt. Helmut Münster       | 26 de outubro de 1943 - 1 de maio de 1944 |
| Oblt. Hans-Ulrich Hanitsch | 2 de maio de 1944 - 3 de maio de 1945     |

## Subordinação
Durante o seu tempo de serviço, esteve subordinado às seguintes flotilhas:
| Período                                        | Flotilha                                      |
| ---------------------------------------------- | --------------------------------------------- |
| 26 de junho de 1943 - 30 de setembro de 1943   | 8. Unterseebootsflottille (treinamento)       |
| 1 de outubro de 1943 - 28 de fevereiro de 1945 | 23. Unterseebootsflottille (submarino escola) |
| 1 de março de 1945 - 3 de maio de 1945         | 31. Unterseebootsflottille (str-b)            |

## Coordenadas
1. ↑  em posição 54° 19' N 9° 40' E